# نورا رحال
نورا رحال (08 تشرين الأول 1973  -)، مطربة سورية ولدت في دمشق لأب لبناني وأم سوريّة حيث عاشت بدايتها الفنية.
درست الأدب الفرنسي، تزوجت من مليونير يوناني ولديها منه طفلان: أليكس (ولد 2002م) وفيليب (ولد 2004م).

## البدايات
بدأت نورا رحال بالتمثيل في عدد من المسلسلات السورية منها مسلسل هوى بحري وأحلام كبيرة، وقد شاركت الغناء في شارة هوى بحري مع ميشيل الأشقر، أدت أيضاً شارة المسلسل الشهير أهل الغرام ومثلت في حلقة من حلقاته كان عنوانها في يوم وليلة وشاركت في العديد من الحفلات والمهرجانات في سوريا وخارج سوريا.
إطلاق ألبومها «دنيتي أحلى» تم في فبراير 2007 في مصر حين وقعت البومها في فيرجن ميجا ستورز والتقت الصحفيين المصريين مما ساهم في نشره في مصر بصورة جيدة. وهـو كما يرى النقـاد مـن أفضل ألبوماتهـا، حيـث ضم العديـد مـن الأغنيات منهـا: لا تختبر صبري، وكذلك صورت منه خمسة كليبات، منها أغنية، عادي، كلمات «أحمد ماضي» وألحان «هيثم زياد»، ثم أغنية، «عذب قلبي»، ثم أغنية «ما يقولوا مجنونة فيك» 

## الأغنية الرومانسية
حاولت في بداياتها الفنية أن تغني الأغاني الشعبية، إلا أن المخرجين ومنتجي أعمالها نصحوها بالاتجاه إلى الأغنية الرومانسية كونها تلائم صوتها وشكلها فالتزمت هذا الخط وظهرت به في جميع أعمالها المصورة. أنتجت أربع ألبومات غنائية اثنان منهم مع روتانا وواحد مع ميوزيك ماستر والآخر مع ميجا ستار. حاولت التنويع في غنائها فغنت بعض الأغاني ذات الإيقاع السريع كأغنية «كلو عادي» وهي من كلمات «أحمد ماضي» وألحان «هيثم زياد» وتوزيع «خالد نبيل» وصورت الكليب مع المخرج وليد ناصيف.

## اليونان
قبل أن تنجب صورت في موطن زوجها أغنيتها «سيد العالم»، وهي أغنية تتميز بالطابع اليوناني ومن كلمات دسوقي أحمد وألحان تاج شريف. أخرج أغنيتها المخرج اليوناني «فانكليس» في مناطق مختلفة في اليونان. وتحرص نورا لترويج ألبوماتها الغنائية الظهور في برامج تلفزيونية مثل برنامَج يا ليل يا عين وبرنامج استديو الفن وبرنامج ميوزيكانا ومن ضمن أغانيها غنت أغنية باللغة الإنجليزية.

## حياتها وتأثرها
وتقول نورا رحال أن الفن لم تجعله أداة ضاغطة على حياتها، بل تزوجت وأنجبت دون أن يعيقها فنها، فهي ترى انسجاما بين الفن وحياتها وحبها للناس. وهي تحب الاستماع إلى مجموعة من المطربين منهم أصالة وفضل شاكر ووائل كفوري وشيرين وصابر الرباعي. كما تحب القراءة ولا سيما الشعر، وكتابها المفضلون هم جبران خليل جبران وأنسي الحاج وإيليا أبو ماضي. ولا تجد مانعا من التمثيل في السينما إذا وجدت الدور المناسب. وتقول أن بعض أغانيها باللهجة المصرية لأنها تربت ونشأت على صوت أم كلثوم وفريد الأطرش وأسمهان، وأصبحت اللهجة المصرية برأيها اللغة الأهم لكل فنان عربي وأساس انتشاره. وكانت لها أغنية في بداياتها بعنوان «بتسألني».. باللهجة المصرية. وقد استطاعت أن تمرّن صوتها على أغاني وديع الصافي وحين كبرت كانت أم كلثوم ملهمتها في خطواتها الفنية.

## مرضها
وقد تغيبت نورا رحال عن الساحة الفنية لفترة من الزمن بسبب تلقيها العلاج في فرنسا بعد إصابتها بمرض سرطان الثدي، إلا أن المرض استؤصل عن طريق إزالته جراحيا بعيدا عن العلاج الكيماوي، وحسبما أكدت لمجلة زهرة الخليج وقف إلى جانبها في محنتها المطرب جورج وسوف. وقد علقت على موضوع مرضها بقولها: أشكر الله على كل شيء ولابد للإنسان ان يتمتع بالإرادة والعزيمة لمقاومة أي مرض، وانا مقتنعة بأن إذا احب الله عبدا ابتلاه. 

## الغناء

### ألبومات
| - حبك ضاع | - أشواق المغيب | - مين هي | - ملكة زماني | - دنيتي..أحلى |

### كليبات
| - سيد العالم. | - كله عادي. | - بفكر فيك. | - دنيتي أحلى. | - على فكرة. | - لا تختبر صبري. | - شفلك حل. | - سلملي قلبك. |

ملكة زمانى
منحبك

## التمثيل

### مسلسلات
1- سفر 1998 - إخراج: حاتم علي
2- كوم الحجر 2007 - إخراج: رضوان شاهين
3- هوى بحري - بدور السنيورة مع أيمن زيدان نورمان أسعد باسم ياخور أيمن رضا أندريه سكاف إخراج: باسل الخطيب
4- بيت جدي 2008 بدور عطور زوجة صبري بسام كوسا مع ناجي جبر أسعد فضة وفاء موصلي وائل شرف
5- جوقة عزيزة 2022 بدور سهام - من إخراج تامر إسحاق وبطولة سلوم حداد، أيمن رضا، هبة نور، نسرين طافش، وسام حنا وعدنان أبو الشامات

### أفلام
- مجنون أميرة 2009 - إخراج إيناس الدغيدي

### مسرحيات
- الطريق إلى الشمس

## وصلات خارجية
- نورا رحال على موقع IMDb (الإنجليزية)
- نورا رحال على موقع قاعدة بيانات الأفلام العربية
- نورا رحال على موقع ديسكوغز (الإنجليزية)